# ریچارد مک‌کلور
ریچارد مک‌کلور (انگلیسی: Richard McClure؛ زادهٔ ۲۰ ژانویهٔ ۱۹۳۵) قایقران روئینگ اهل کانادا است.